# まじかる☆アンティーク
『まじかる☆アンティーク』は、2000年4月28日にLeafから発売されたアダルトゲームである。略称は『まじアン』

## 概要
Leafにとって、前年発売の『こみっくパーティー』に続くSLGとなる。主な流れは、異世界・グエンディーナからやってきた魔法使いのスフィーと共に骨董品店を経営していくというものである。骨董品を購入し店で販売していくSLGパートとキャラクターとのやり取りを行うAVGパートに分かれる。
ヒロインとシナリオを進めてエンディングを迎えるのが目的であるが、これとは別に店を経営し骨董品を売ることだけに専念することも可能で、エンディング時にこれらの総合スコアが表示され、発売当時のコンプティークでは読者によるスコア大会が開催された。
企画段階では銭湯や野球などのSLGも候補に挙がったが、はぎやまさかげの提案により題材が骨董品に決まった。
シナリオライターの椎原旬とはぎやまさかげは共に本作がデビュー作であったが、二人とも本作の発表後に退社している。

## ストーリー
某県某市、とある街の商店街の一角で主人公宮田健太郎の両親は骨董品店『五月雨堂』を経営している。その両親が突然海外に長期の買い出し旅行に出かけた為、彼はまだ大学生であるにもかかわらず両親の手により休学させられ、やむなく留守の間の経営者となってしまう。途方に暮れたその矢先、天空から突如光が降ってきて健太郎に衝突。あえなく死亡してしまった彼は、その光の正体である魔女・スフィーの魔法によって蘇る。だが、彼女によれば今の彼の身体は、100日間に渡って常時魔力の供給を受けていないと完全回復せず、再び死を迎えてしまう不安定なものらしい。
かくして、健太郎はスフィーと一つ屋根の下で共同生活を送り、共に五月雨堂を切り盛りしていくことになった。

## 登場人物
年齢表記はゲーム開始時

### 主人公
宮田健太郎（みやた けんたろう）
年齢：19歳/誕生日：9月12日
国立大学の大学生だったが、海外に出かけた両親によって大学を休学させられ骨董屋「五月雨堂」の経営を預かることになる。経営を任されたことは本人にとっては不本意であったが、以前より骨董や店の経営に関しては興味はあった様子。
2003年発売の『Routes』には同名の「五月雨堂」という骨董店が登場しており、昔は商店街の一角に店を構えていたが若くてハンサムのやり手の店長が魔法のように大きくした、とあるが、名前は出ておらず今作との関連性は不明。

### ヒロイン
スフィー・リム・アトワリア・クリエール
年齢：21歳/誕生日：3月12日 / 血液型：O型 / テーマ曲『Pretty Daisy』・『Precious Daisy』
本来の姿 - 身長：168cm / 3サイズ：88-57-86
レベル1 - 身長：135cm / 3サイズ：64-53-69
レベル2 - 身長：149cm / 3サイズ：69-55-73
レベル3 - 身長：162cm / 3サイズ：79-58-79
レベル4 - 身長：167cm / 3サイズ：86-57-85
本作のメインヒロイン。家のしきたりの為、魔法世界グエンディーナから健太郎のいる世界にやって来た魔女で、実はグエンディーナの王女。年齢は21歳だが、プロローグにおいて健太郎の蘇生に魔力を使い果たした影響により、幼い少女の姿となった。結花の作るホットケーキが大好物で、その食欲は凄まじいものがある。反面、料理の腕は下手。その性格、見た目と裏腹に魔法の腕は超一流である。
ゲームの進め方によってスフィーの魔力は増減し、それに応じてレベル1から4まで4種類の姿に成長し、シナリオ展開（主にエッチシーンの描写）もそれぞれで変ってくる。スフィーは、幼くなったせいで性格も幼くなったと言っているが、健太郎は大きくなったスフィーを見て性格は元々のものであると評している。
本来の姿はレベル4よりもさらに成長した状態であり、プロローグや一部キャラのエンディングでのみその姿を見ることができる（ただし、プロフィール上でも数cmしか違わないため、グラフィック上ではレベル4との明確な差異はほとんど見られない）。なお彼女の正体を知る健太郎・リアン・結花以外の人間には容姿の変化はスフィーの魔法により認識出来ない。
リアン・エル・アトワリア・クリエール
身長：156cm / 3サイズ：77-60-78 / 誕生日：6月15日 / 血液型：A型 / テーマ曲『Blue Lavender』
スフィーの妹で、姉のことが大好きで祖父に頼んで、姉を追いかけてグエンディーナからやってきた。眼鏡をかけている。姉に比べるとひっこみ思案でおとなしいがしっかり者の為、幼い姿となったスフィーの横に立つとどちらが姉か分からなくなると健太郎から言われる。
彼女もスフィー同様の魔法使いだが、作中披露したものには他の魔法をキャンセルする効果の魔法などがあり、スフィーが唱えた魔法を隠れて抑えていた。最初、スフィーのいる健太郎の家で世話になろうとしたが、結花の反対にも遭い、結花の家に居候することになり、『HONEY BEE』で結花達の手伝いをする。
江藤結花（えとう ゆか）
年齢：19歳/身長：170cm / 3サイズ：78-56-82 / 誕生日：11月24日 / 血液型：B型 / テーマ曲『ヒマワリの丘』
健太郎とは生まれた時からの幼馴染で、実家の喫茶店『HONEY BEE』の店員で、看板娘と自称している。父親と共に調理も担当しており、料理の腕は上手いと健太郎からも言われる。
明朗快活な性格で誰からも好かれるが、背に比して胸が小さいことを気にしており、それを「貧乳」とからかう健太郎に対し、怒った結花がどつき、蹴り倒す光景は、日常茶飯事である。
運動神経が良く高校時代は水泳部に所属しており、200メートル自由形の県内チャンピオンで日本記録に届こうかという選手だったが、現在は競泳の世界からは退いている。可愛い物が大好きで、幼くなったスフィーを抱きしめるのが日課。プロ野球チーム『遠鉄バッファーズ』を応援しており、後にリアンを野球の応援に引きこんでる。
高倉みどり（たかくら みどり）
身長：164cm / 3サイズ：91-60-90 / 誕生日：5月2日 / 血液型：A型 / テーマ曲『Gentle Breeze』
五月雨堂の常連客で茶器収集が趣味。高倉財閥のお嬢様で、父親も五月雨堂の常連客である。コミック版では運動神経が良いらしい。彼女のシナリオは今作最難関とされ、ヒロインで唯一人、経営を進めないとクリアできない。彼女のシナリオは雨之幸永が担当。
牧部なつみ（まきべ なつみ）
身長：158cm / 3サイズ：80-58-82 / 誕生日：2月21日 / 血液型：AB型 / テーマ曲『君のRiddle』
主人公の街に引っ越してきたばかりの、骨董には興味が無いのに、五月雨堂を頻繁に訪れる女子校の2年生。何故か『グエンディーナ』という言葉を知っていた。
彼女の深層意識が分身となって登場し、ファンからは『ココロ』と呼ばれている。隠しヒロインであり、他のヒロインをクリアしないと登場しない。
彼女のシナリオは髙橋龍也が担当。後にファンディスク『アルルゥとあそぼ!!』のミニゲーム『グエンディーナの魔女』では、主人公を務めた。苗字の由来は『機動戦士ガンダム』のマ・クベから。

### サブキャラクター
長瀬源之助（ながせ げんのすけ）
TV番組『どれでも鑑定班』に出演している骨董鑑定人。『神の腕』と言われるほど、優れた骨董品修繕の腕を持つ。健太郎や健太郎の父親、高倉宗純などとは古くからの知り合い。実は元グエンディーナの人間であり、彼もスフィー達同様の魔法の使い手であり、リアンシナリオとスフィーのレベル1シナリオでその事が明らかにされている。
Leafではお馴染みの長瀬一族の一員で、テーマ曲の『長瀬源之助』も長瀬のテーマの和風バージョンである。
高倉宗純（たかくら そうじゅん）
高倉みどりの父親で、高倉財閥の会長。みどりと健太郎の仲を裂こうと、無理難題を押し付ける。車は自分で運転しないと気が済まない。みどり以外のシナリオでも高級骨董品を購入する客として登場、買う時は必ず値引き交渉を行う。妻は既に他界している。
因幡ましろ（いなば ましろ）
黒いうさぎの絵皿を求めて五月雨堂にやってくる。容姿や喋り方は古風で掴み所が無い。
江藤泰久（えとう やすひさ）
結花の父親で『HONEYBEE』のマスター。健太郎の父親の友人で、健太郎とも旧知の仲。料理の腕前は一流。娘には頭が上がらない。妻（結花の母親）の美希は、若い頃は結花に似ていた。健太郎の父親と泰久と美希の三人には、かつてラブロマンスがあった。何かと結花と健太郎が結ばれることを言っている。
宮田健吾（みやた けんご）
本編では未登場の健太郎の父親で健太郎の前の五月雨堂店長。シナリオ冒頭に健太郎に店を押しつけて海外へ旅行に出かける。結花の父親である江藤泰久とはかつて美希を巡って争った間柄。この後、現在の妻になる麻子（健太郎の母親、本編未登場）と出会っている。
あすか
結花シナリオのエンディングで後姿で登場する、健太郎と結花の娘（姓は不明）。結花の影響で遠鉄の帽子を被っている。健太郎いわく、感じが幼い状態のスフィーに似ている。
雅（みやび）
みどりシナリオのエンディングで登場する、健太郎とみどりの娘（姓は不明）。
西中島美南（にしなかじま みなみ）
きたうみつなのコミック版のみ登場。高飛車なお嬢様。みどりに対し一方的に張り合って負け続け、ライバル視しており、彼女が懇意にする五月雨堂を潰すべく、対抗して骨董店を建てるが、親にバレるなどして企みは失敗に終わる。

## 主題歌
オープニングテーマ「Littlestone」
作詞：須谷尚子 / 作曲：米村高広 / 歌：菅原露見
エンディングテーマ「歩み」
作詞：須谷尚子 / 作曲：下川直哉 / 編曲：松岡純也 / 歌：AKKO

## スタッフ
- 企画・シナリオ：椎原旬
- サブシナリオ：高橋龍也・雨之幸永
- キャラクターデザイン・原画：はぎやまさかげ
- 原画協力：水無月徹
- チップキャラ原画：ろみゅ
- 背景：木村隆夫
- CG：木村隆夫・ねのつきゆきしろ・閂夜明・柏木和宏
- 音楽：米村高広・石川真也・中上和英・下川直哉
- プログラム：中島祐治・中尾佳祐
- プロデューサー：下川直哉
- 制作・発売：Leaf
- 販売：株式会社アクアプラス

## 関連商品

### コミック
エニックス（現スクウェア・エニックス）刊『月刊Gファンタジー』に2001年3月号から2003年2月号まできたうみつな作・画のコミカライズ作品が連載された。
なお、同じ作者による同誌連載『ToHeart2 〜colorful note〜』第5話では長瀬源之助がゲスト出演している。
1. 2002年3月27日初版 ISBN 4-7575-0658-9
2. 2003年2月27日初版 ISBN 4-7575-0887-5
※第1巻初版はリーフファイトTCG・プロモーションカード「スフィー」添付。

- ガンガンヴァーサス
  - C-1053 江藤結花&リアン
  - C-1054 スフィー
  - C-1055 宮田健太郎&スフィー

### アンソロジーコミック
- スタジオDNA（現一迅社）
  - まじかる☆アンティーク コミックアンソロジー 全4巻
- エンターブレイン
  - まじかる☆アンティーク ビジュアル・コミック・アンソロジー

### CD
全て発売元：フィックスレコード、販売元：キングレコード。
まじかる☆アンティーク オリジナルサウンドトラック
サウンドトラック。
Leaf Piano Collection Vol.1
『まじかる☆アンティーク』と、『雫』『痕』『To Heart』『WHITE ALBUM』『こみっくパーティー』の歌やBGMのピアノアレンジ曲を収録したアルバム。
Heart Session 2
『まじかる☆アンティーク』と、『雫』『痕』『WHITE ALBUM』『こみっくパーティー』『誰彼』の歌やBGMのアレンジアルバム。
AQUAPLUS VOCAL COLLECTION VOL.2
『まじかる☆アンティーク』と、PC版『うたわれるもの』、DC版『こみっくパーティー』、『誰彼』のボーカル曲を収録したアルバム。OPテーマ「Littlestone」とEDテーマ「歩み」を収録。ただし、OP曲の「Littlestone」は本編に収録されたバージョンと違い、2番まで入っているが歌っている人間が違う。
Leaf製作のインディーズCD『Leaf VOCAL COLLECTION VOL.2』の一般向け再版。

### カードゲーム
Lycee
シルバーブリッツのカードゲーム、Lyceeに参戦している。収録エキスパンションは、Leaf1.1など。

## 反響
本作に対しては肝心のSLGとADVが上手くリンクしていないという批判があり、これに対しシナリオを担当した椎原旬はそれらを認めた上で「シナリオの後半にかけての盛り上がりが欠けたのではないか？」ともコメントしている。また、エッチシーンの効果音として「ズン」と「パン」を多用しており、それらを多用したことに対して、反省するコメントもしている。

### 評価
IGNの歐陽宇亮は、当時のLeaf作品にしては小粒で粗があるとしつつも、作品としての完成度は高いと評価し、ロマンチックで感動的な場面もあって全体的に楽しめたと評価している。
また、歐陽は本作のエンディングテーマである「歩み」についても称賛している。